# Christijan Albers
Christijan Albers (født 16. april 1979 i Eindhoven, Holland) er en hollandsk racerkører, der er mest kendt for, mellem 2005 og 2007, at have været en del af Formel 1-feltet, hvor han nåede at køre i alt 46 Grand Prix'er. Han fik dog ikke videre succes og opnåede hverken sejre eller podieplaceringer.
Albers blev fyret fra Spyker pga. manglende sponsorpenge, og i det næste løb i Nürburgring blev han erstattet af Marcus Winkelhock og så Sakon Yamamoto for resten af 2007-sæsonen.
I 2014 var han teamchef for Caterham F1, men kun i sit første år som teamchef for et hold forlod han teamet fordi det gik i finansproblemer.